# Nova Rússia (Alasca)

Nova Rússia, Alasca.

Nova Rússia (em russo:  Новороссийск; também chamado de Novarassi, Slavarassi, Slavorossiya (em russo:  Славороссия), Colônia Yakutat, e Assentamento Yakutat) foi um entreposto comercial de peles e uma colônia penal estabelecida pelos russos em 1796 na atual bairro de Yakutat, Alasca. Presumivelmente foi nomeado em homenagem ao navio de Joseph Billings, Slava Rossii, ou "Glória da Rússia".

## História

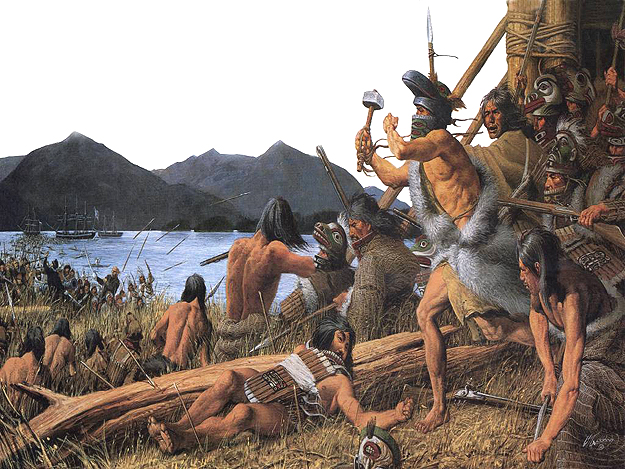
Os últimos dias da Nova Rússia.

Nova Rússia foi fundada na península de Phipps por colonos russos em 1796 como um ponto de parada entre Kodiak e assentamentos mais ao sul. O posto foi atacado e destruído pelos Tlingit em 1805 durante a Guerra Russo-Tlingit de 1802-1805. Os 7 prédios dentro de uma paliçada e 5 prédios do lado de fora foram queimados em 1805, e o local nunca mais foi ocupado. Os eventos na Nova Rússia representam um momento crucial nas relações russo-tlingit. Como sítio arqueológico, foi declarado Patrimônio Histórico Nacional em 1978.